# Ana Maria do Palatinado-Simmern
Ana Maria do Palatinado-Simmern (24 de julho de 1561 - 29 de julho de 1589) foi uma princesa alemã e princesa da Suécia por casamento, sendo a primeira esposa do futuro rei Carlos IX da Suécia. Morreu antes do marido se tornar rei, por isso nunca foi rainha.

## Biografia
Ana Maria era filha do príncipe-eleitor Luís VI de Hesse e da condessa Isabel de Hesse. Em abril de 1578, o príncipe Carlos da Suécia visitou a cidade-natal de Ana, Heidelberg e pediu-a em casamento. O casamento celebrou-se em Heidelberg a 11 de maio de 1579. Depois, Ana foi viver com o marido na Suécia.
Ana Maria é descrita como bonita, gentil e diplomática, mas também muito rigorosa. O seu casamento com Carlos IX foi feliz. A sua calma era oposta ao temperamento do marido. Influenciou a sua governação no ducado, intervindo para pedir que o marido mostrasse misericórdia a algumas pessoas.
Ana teve seis filhos, mas apenas uma filha sobreviveu até à idade adulta. Ana morreu em Eskilstuna vítima de doença prolongada e foi enterrada na Catedral de Strängnäs.
Diz-se que o duque Carlos lamentou muito a sua morte. A cidade de Mariestad e estado real de Marieholm receberam o nome em sua honra.

## Descendência

Brasão de armas de Ana Maria e seu marido

- Margarida Isabel da Suécia (24 de setembro de 1580 – 26 de agosto de 1585), morreu com cerca de cinco anos de idade.
- Isabel Sabina da Suécia (13 de março de 1582 – 6 de julho de 1585), morreu com três anos de idade.
- Luís da Suécia (17 de março - 26 de maio de 1583).
- Catarina da Suécia (10 de novembro de 1584 – 13 de dezembro de 1638), casada com João Casimiro do Palatinado-Zweibrücken-Kleeburg; com descendência.
- Gustavo da Suécia (12 de junho - 4 de dezembro de 1587).
- Maria da Suécia (18 de dezembro de 1588 – 23 de abril de 1589), morreu com poucos meses de idade.

## Genealogia
| Ana Maria do Palatinado-Simmern | Pai: Luís VI, Eleitor Palatino | Avô paterno: Frederico III, Eleitor Palatino | Bisavô paterno: João II do Palatinado-Simmern    |
| Ana Maria do Palatinado-Simmern | Pai: Luís VI, Eleitor Palatino | Avô paterno: Frederico III, Eleitor Palatino | Bisavó paterna: Beatriz de Baden                 |
| Ana Maria do Palatinado-Simmern | Pai: Luís VI, Eleitor Palatino | Avó paterna: Maria de Brandenburg-Kulmbach   | Bisavô paterno: Casimiro de Brandenburg-Bayreuth |
| Ana Maria do Palatinado-Simmern | Pai: Luís VI, Eleitor Palatino | Avó paterna: Maria de Brandenburg-Kulmbach   | Bisavó paterna: Susana da Baviera                |
| Ana Maria do Palatinado-Simmern | Mãe: Isabel de Hesse           | Avô materno: Filipe I de Hesse               | Bisavô materno: Guilherme II de Hesse            |
| Ana Maria do Palatinado-Simmern | Mãe: Isabel de Hesse           | Avô materno: Filipe I de Hesse               | Bisavó materna: Ana de Mecklenburg-Schwerin      |
| Ana Maria do Palatinado-Simmern | Mãe: Isabel de Hesse           | Avó materna: Cristina da Saxónia             | Bisavô materno: Jorge da Saxônia                 |
| Ana Maria do Palatinado-Simmern | Mãe: Isabel de Hesse           | Avó materna: Cristina da Saxónia             | Bisavó materna: Bárbara da Polónia               |